# Wiaz
Wiaz (biał. Вяз; ros. Вяз) – wieś na Białorusi, w obwodzie brzeskim, w rejonie pińskim, w sielsowiecie Pohost Zahorodzki, nad Jeziorem Pohost.